# Atakan Üner
Hüseyin Atakan Üner (* 16. Juni 1999 in Denizli) ist ein türkischer Fußballspieler. Er ist unter Vertrag beim türkischen Erstligisten Beşiktaş und spielt auf Leihbasis beim türkischen Drittligisten Afjet Afyonspor. Die Hauptposition des Rechtsfüßlers ist im Sturm Rechtsaußen.

## Karriere

### Verein
Üner begann seine Fußballerkarriere im Alter von sieben Jahren bei Denizlispor. Bereits im Alter von 16 Jahren bekam er seinen ersten professionellen Vertrag. Zwei Tage nach seinem 17. Geburtstag wurde er von Koray Palaz für das Zweitligaspiel gegen Karşıyaka SK berufen und in der 84. Spielminute eingewechselt. Um Spielpraxis zu sammeln, wurde er für die Rückrunde der Saison 2016/17 an Denizli Büyükşehir Belediyespor ausgeliehen. Nach seiner Rückkehr zu Denizlispor erzielte Üner sein erstes Tor in der TFF 1. Lig am 25. September 2017, als er in der 45. Spielminute den Anschlusstreffer gegen Ümraniyespor schoss.
Nach zehn Jahren bei Denizlispor verließ Üner seine Heimatstadt und wechselte zum Ligakonkurrenten Altınordu Izmir.
Im Januar 2020 verpflichtete ihn Beşiktaş Istanbul und verlieh ihn im gleichen Jahr an Ümraniyespor.

### Nationalmannschaft
Üner spielte zwischen 2015 und 2017 je dreimal für die türkischen U-16 und U-18-Juniorennationalmannschaften.